# Christian Feuillet
Christian Feuillet (1948) is een Amerikaans-Franse botanicus die zich heeft gespecialiseerd in de plantenfamilie Passifloraceae en de Zuid-Amerikaanse soorten uit de plantenfamilies Aristolochiaceae, Boraginaceae  en Gesneriaceae.
Hij studeerde aan de universiteiten van Rouen, Montpellier en Parijs. In 1978 haalde hij zijn BSc. in de plantkunde met een minor in dierlijke fysiologie. Hetzelfde jaar behaalde hij zijn MSc. in de plantkunde aan de Université Pierre-et-Marie-Curie. In 1981 promoveerde hij aan de Université Pierre-et-Marie-Curie in de tropische botanie op het proefschrift La Multiplication vegetative chez les Gesneriacées (aspects morphologique, écologique et architectural).
In 1981 en 1982 werkte hij voor ORSTOM (tegenwoordig IRD) aan het Muséum national d'histoire naturelle in Parijs aan een project met betrekking tot de flora van de Mascarenen. Tussen 1982 en 1988 werkte hij namens ORSTOM in Cayenne (Frans-Guyana) bij het Herbier de Guyane.
Sinds 1988 is Feuillet als wetenschappelijk onderzoeker verbonden aan de afdeling botanie van het National Museum of Natural History (Smithsonian Institution in Washington D.C.). Hij houdt zich hier bezig met floristisch onderzoek aan de flora van de Guyana's waarbij hij zich speciaal richt op de familie Aristolochiaceae. Ook houdt hij zich bezig met de systematiek van soorten uit de familie Gesneriaceae uit de Guyana's en Venezuela en met neotropische soorten uit de familie Passifloraceae. Hij is verbonden aan de Organization for Flora Neotropica (OFN), een organisatie die als doel heeft om een gepubliceerd overzicht te geven van de flora van de neotropen.
Op het gebied van de passiebloemen (Passiflora) werkt hij veel samen met John MacDougal. Samen hebben ze een nieuwe classificatie van passiebloemen ontwikkeld die in 2003/2004 is gepubliceerd.
Christian Feuillet is in 1988 getrouwd met mycoloog Amy Rossman, die hij in 1986 in Frans-Guyana ontmoette. Samen hebben ze een dochter.

## Selectie van publicaties
- Folia Taxonomica 1. Validation of two Taxa from Northern South America; Christian Feuillet; in: Journal of the Botanical Research Institute of Texas 1(1): 143 – 144. 2007
- Folia Taxonomica 2. New Species of Passiflora subgenus Passiflora (Passifloraceae) from the Guianas; Christian Feuillet; in: Journal of the Botanical Research Institute of Texas 1(2): 819 – 825. 2007
- Folia Taxonomica 3. Passiflora davidii (Passifloraceae), a New Species in subgenus Passiflora and a Key to the sections of supersection Stipulata; Christian Feuillet, in: Journal of the Botanical Research Institute of Texas 1(2): 895 – 898. 2007